# Lars Rønningen
Lars Rønningen (* 24. November 1965 in Oslo) ist ein ehemaliger norwegischer Ringer. Er war 1989 Vize-Weltmeister und 1988 und 1992 Europameister im griechisch-römischen Stil im Papiergewicht.

## Werdegang
Lars Rønningen stammt aus einer Ringerfamilie, sein Vater war Ringer und Gewichtheber und sein um drei Jahre älterer Bruder Jon Rønningen ist zweifacher Olympiasieger. Er begann als Jugendlicher 1976 mit dem Ringen. Zunächst gehörte er dem Ringsportverein Oslo Bryteklubb (BK) an, später wechselte er zusammen mit seinem Bruder zum Sportclub Kolbotn IL. Bei einer Größe von 1,53 Metern hatte er die idealen Masse für das Papiergewicht, der leichtetesten Gewichtsklasse, das sein Gewichtslimit bei 48 kg Körpergewicht hatte. Er rang ausschließlich im griechisch-römischen Stil.
Im Jahre 1980 begann seine internationale Karriere. Er wurde mit 15 Jahren Junioren-Weltmeister in Stockholm in der Gewichtsklasse bis 42 kg Körpergewicht. Ein Jahr später belegte er bei der Junioren-Weltmeisterschaft (Juniors = Altersklasse bis zum 18. Lebensjahr), in Vancouver im Papiergewicht den 6. Platz hinter Mark Fuller, USA, Magyatdin Allachwerdijew, Sowjetunion, Bratan Zenow, Bulgarien, Bernd Scherer, BRD und Vincenzo Maenza aus Italien. Wie stark diese Meisterschaft besetzt war, kann man ersehen, dass von diesen Ringern in den folgenden Jahren Maenza Olympiasieger, Allachwerdijew und Zenow Weltmeister, Bernd Scherer Vize-Europameister, Mark Fuller Pan-Amerikanischer Meister und Lars Rønningen Vize-Weltmeister und Doppel-Europameister bei den Senioren werden sollten.
Der Einstand von Lars Rønningen bei den Senioren war ein 11. Platz bei der Weltmeisterschaft 1981 in Oslo. Er verlor dort im Papiergewicht seine beiden Kämpfe gegen Ferenc Seres aus Ungarn und Salih Bora aus der Türkei. Danach folgte ein guter 4. Platz im Papiergewichtbei des immer noch erst Siebzehnjährigen bei der Europameisterschaft 1982 in Warna, womit er hinter Wassili Anikin, Sowjetunion, Csaba Vadász, Ungarn und Totju Andonow aus Bulgarien, aber noch vor Markus Scherer aus der BRD lag.
1984 nahm Lars Rønningen erstmals bei Olympischen Spielen teil. Er startete in Los Angeles wieder im Papiergewicht, unterlag dort aber gegen Markus Scherer aus der BRD (4:14 tech. Punkte) und gegen Ikazu Saito aus Japan (2:14 techn. Punkte) und kam deshalb nur auf den 9. Platz.
In den nächsten Jahren verbesserte sich Lars Rønningen sowohl in seinem technischen Können als auch kräftemäßig. Er schuf sich damit immer bessere Voraussetzungen, um in den folgenden Jahren auch in der Weltspitze mitringen zu können. Dies zeigte sich bereits 1986, wo er sowohl bei der Europameisterschaft in Athen, als auch bei der Weltmeisterschaft in Budapest den 4. Platz belegte. Bei der Europameisterschaft in Athen gelang ihm u. a. ein Schultersieg über Markus Scherer, der 1984 Silbermedaillengewinner bei den Olympischen Spielen war. Den Kampf um Platz 3 verlor er allerdings gegen Vincenzo Maenza hoch nach Punkten (0:14). Bei der Weltmeisterschaft in Budapest verlor er im Poolfinale gegen Bratan Zenow. Den Kampf um Platz 3 verlor er gegen Reynaldo Jimenez aus Kuba.
1987 gewann Lars Rønningen eine erste Medaille bei internationalen Meisterschaften der Senioren. Bei der Weltmeisterschaft 1987 in Clermont-Ferrand kam er im Papiergewicht hinter Magyatdin Allachwerdijew und Vincenzo Maenza auf den 3. Platz. Diesem Erfolg folgte 1988 der erste Titelgewinn, denn er wurde im heimischen Kolbotn Europameister im Papiergewicht und erzielte dabei im Endkampf einen knappen Punktsieg über den Russen Sergei Suworow. Bei den Olympischen Spielen 1988 in Seoul gab es aber für Lars Rønningen einen herben Rückschlag zu verkraften, denn er kam dort nach einer hohen Punktniederlage gegen Vincenzo Maenza (0:11 techn. Punkte), einem knappen Punktsieg über Mark Fuller (6:4 techn. Punkte) und einer weiteren hohen Punktniederlage gegen Bratan Zenow (4:16 Punkte) nicht unter die zehn besten Ringer. Sein genauer Platz ist leider nicht feststellbar.
Bei der Europameisterschaft 1989 in Oulu lief es für ihn kaum besser, denn er kam dort im Fliegengewicht nur auf den 9. Platz. Dafür gelang ihm bei der Weltmeisterschaft 1989 in Martigny wieder ein großer Erfolg, denn er wurde dort im Papiergewicht hinter Oleg Kutscherenko aus der UdSSR Vize-Weltmeister. Das Finale gegen Kutscherenko verlor er aber deutlich mit 3:14 techn. Punkten.
1990 pausierte Lars Rønningen bei den internationalen Meisterschaften. 1991 startete er nur bei der Weltmeisterschaft in Warna und verlor dort im Bantamgewicht seinen ersten Kampf. Aufgrund einer Regeländerung durch die FILA schied er damit schon aus und landete auf dem 25. Platz.
1992 gewann er dann bei der Europameisterschaft in Kopenhagen erneut den Europameistertitel im Papiergewicht. Im Finale seines Pools besiegte er dabei Safar Gulijew aus der GUS und im Finale dieser Meisterschaft Iliuță Dăscălescu aus Rumänien. Im gleichen Jahr scheiterte aber auch sein dritter Anlauf bei Olympischen Spielen eine Medaille zu gewinnen, denn er verlor in Barcelona gegen Oleg Kutscherenko, kam dann zu einem Sieg über Masanori Ohashi aus Japan und schied nach einer weiteren Niederlage gegen Wilber Sánchez aus Kuba aus und kam nur auf den 7. Platz.
1993 schloss Lars Rønningen dann seine erfolgreiche Laufbahn mit einem 4. Platz im Fliegengewicht bei der Europameisterschaft in Istanbul ab. Den Kampf um die Bronzemedaille verlor er dabei gegen Samwel Danieljan aus Russland.
Lars Rønningen, der den Beruf eines Schornsteinfegers erlernt hatte, trat nach dieser Meisterschaft zurück, blieb dem Ringersport aber als Jugendtrainer in Oslo erhalten.

## Internationale Erfolge
| Jahr | Platz | Wettbewerb                                                          | Gewichtsklasse | |
| 1980 | 1.    | Junioren-WM (Cadets) in Stockholm                                   | bis 42 kg KG   | vor Robert Marzo, Italien u. Petri Ranta, Schweden                                                                                           |
| 1981 | 6.    | Junioren-WM (Juniors) in Vancouver                                  | Papier         | hinter Mark Fuller, USA, Magyatdin Allachwerdijew, UdSSR, Bratan Zenow, Bulgarien, Bernd Scherer, BRD u. Vincenzo Maenza, Italien            |
| 1981 | 11.   | WM in Oslo                                                          | Papier         | nach Niederlagen gegen Ferenc Seres, Ungarn u. Salih Bora, Türkei                                                                            |
| 1982 | 4.    | EM in Warna                                                         | Papier         | hinter Wassili Anikin, UdSSR, Csaba Vadász, Ungarn u. Totju Andonow, Bulgarien, vor Markus Scherer, BRD                                      |
| 1983 | 2.    | „Stanislaus-Pytlasinski“-Turnier in Warschau                        | Fliegen        | hinter Romanjuk, vor Roman Kierpacz, Polen                                                                                                   |
| 1984 | 5.    | Großer Preis der Bundesrepublik Deutschland in Freiburg im Breisgau | Fliegen        | hinter Benur Paschajan, UdSSR, Mihai Cișmaș, Rumänien, Tibor Jankovics, ČSSR u. Rıfat Yıldız, BRD                                            |
| 1984 | 9.    | OS                                                                  | Papier         | nach Niederlagen gegen Markus Scherer u. Ikazu Saito, Japan                                                                                  |
| 1986 | 4.    | EM in Athen                                                         | Papier         | hinter Iwan Samtajew, UdSSR, Bratan Zenow u. Vincenzo Maenza, vor Fuat Yıldız, Türkei                                                        |
| 1986 | 4.    | WM in Budapest                                                      | Papier         | hinter Magyatdin Allachwerdijew, Bratan Zenow u. Reynaldo Jimenez, Kuba, vor Andrzej Głąb, Polen u. Eric Wetzel, USA                         |
| 1987 | 3.    | WM in Clermont-Ferrand                                              | Papier         | hinter Magyatdin Allachwerdijew u. Vincenzo Maenza, vor Andrzej Głąb u. Bratan Zenow                                                         |
| 1987 | 7.    | FILA-Grand-Prix-Gala in Budapest                                    | Papier         | hinter Vincenzo Maenza, Bratan Zenow, Andrzej Głąb, Markus Scherer, Reynaldo Jimenez u. Magyatdin Allachwerdijew                             |
| 1988 | 1.    | Großer Preis der CSSR in Prag                                       | Fliegen        | vor Frantisek Sobak u. Tibor Jankovics, bde. CSSR                                                                                            |
| 1988 | 1.    | EM in Kolbotn                                                       | Papier         | vor Sergei Suworow, UdSSR, Bratan Zenow, Andrzej Głąb, Fuat Yıldız u. Freddy Scherer, BRD                                                    |
| 1988 | ?     | OS in Seoul                                                         | Papier         | nach Niederlage gegen Vincenzo Maenza, Sieg über Mark Fuller u. Niederlage gegen Bratan Zenow                                                |
| 1989 | 9.    | EM in Oulu                                                          | Fliegen        | Sieger: Senad Rizvanović, Jugoslawien vor Ismo Kamesaki, Finnland u. Walentin Krumow, Bulgarien                                              |
| 1989 | 2.    | WM in Martigny                                                      | Papier         | hinter Oleg Kutscherenko, UdSSR, vor Kwan Duk-yong, Südkorea, Lewis Durrance, USA u. Andrzej Głąb                                            |
| 1989 | 4.    | Welt-Cup in Frederikstad (Norwegen)                                 | Fliegen        | hinter Shawn Sheldon, USA, Andrij Kalaschnykow, UdSSR u. Shohei Nakamori, Japan                                                              |
| 1990 | 3.    | Mälar-Cup in Västerås                                               | Fliegen        | hinter An Han-bong, Südkorea u. Alfred Ter-Mkrtchyan, UdSSR                                                                                  |
| 1991 | 25.   | WM in Warna                                                         | Bantam         | Sieger Rıfat Yıldız vor Alexander Ignatenko, UdSSR u. András Sike, Ungarn                                                                    |
| 1992 | 3.    | Grand-Prix-Turnier in Budapest                                      | Papier         | hinter Safar Gulijew, GUS u. Fuat Yıldız, Deutschland                                                                                        |
| 1992 | 1.    | EM in Kopenhagen                                                    | Papier         | vor Iliuță Dăscălescu, Rumänien, Safar Gulijew, Francesco Costadino, Italien u. Fuat Yıldız                                                  |
| 1992 | 3.    | Großer Preis von Deutschland in Kelheim                             | Papier         | hinter Safar Gulijew u. Fuat Yıldız |
| 1992 | 7.    | OS in Barcelona                                                     | Papier         | nach Niederlage gegen Oleg Kutscherenko, Sieg über Masanori Ohashi, Japan u. Niederlage gegen Wilber Sánchez, Kuba                           |
| 1993 | 2.    | Nordische Meisterschaft in Herning/Dänemark                         | Bantam         | hinter Mikael Lindgren, Finnland, vor Peter Stjernberg, Schweden u. Mads Juhl, Dänemark                                                      |
| 1993 | 4.    | EM in Istanbul                                                      | Fliegen        | hinter Natig Aiwasow, Aserbaidschan, Andrij Kalaschnykow, Ukraine u. Samwel Danieljan, Russland, vor Walentin Krumow u. Remzi Öztürk, Türkei |

## Norwegische Meisterschaften
Lars Rønningen wurde bei den Senioren insgesamt achtmal norwegischer Meister, zweimal im Papiergewicht und sechsmal im Fliegengewicht.
Anm.: alle Wettbewerbe im griechisch-römischen Stil, OS = Olympische Spiele, WM = Weltmeisterschaft, EM = Europameisterschaft, Papiergewicht, damals bis 48 kg, Fliegengewicht, damals bis 52 kg, Bantamgewicht, damals bis 57 kg Körpergewicht